# Angharad Davies
Angharad Davies (* um 1972) ist eine walisische Improvisationsmusikerin (Geige, Elektronik).

## Leben und Wirken
Davies studierte am Royal Northern College of Music und zog dann Mitte der 1990er-Jahre nach Düsseldorf, um bei Charles-André Linale zu studieren. Sie legte seit den späten 1990er-Jahren Aufnahmen mit Musikern der britischen Improvisations-Szene vor; erste Aufnahmen entstanden 1999 mit dem Trio Cranc (Album All Angels, mit Rhodri Davies, Harfe und Nikos Veliotis, Cello). 2002 zog sie nach London, wo sie Unterricht bei Howard Davis nahm. Sie spielt seitdem in verschiedenen musikalischen Projekten, u. a. mit Simon H. Fell, Eva-Maria Houben, Dominic Lash, Radu Malfatti, Johnny Chang, Jamie Drouin, Phil Durrant, Lee Patterson, John Tilbury, John Butcher, Magnus Granberg, Ernesto Rodrigues, Nikos Veliotis und Jürg Frey. 2007 nahm sie im Duo mit Tisha Mukarji (präpariertes Klavier) das Album Endspace auf; 2008 folgte die Produktion AD (mit Axel Dörner). 2014 legte sie das Soloalbum Six Studies (Confront) vor. Der Diskograph Tom Lord listet ihre Beteiligung an 31 Aufnahmesessions zwischen 1999 und 2018, zuletzt mit Dafydd Roberts (Will Never Play These Songs Again).

## Diskographische Hinweise
- Tom Chant / Angharad Davies / Benedict Drew / John Edwards: Decentred (Another Timbre, 2009)
- Angharad Davies/Tisha Mukarji/Dimitra Lazaridou-Chatzigoga: Outwash  (Another Timbre, 2012)
- Johnny Chang, Angharad Davies, Jamie Drouin, Phil Durrant, Lee Patterson, John Tilbury: Variable Formations (Another Timbre, 2013)
- Rhodri Davies, Angharad Davies, John Butcher & Lee Patterson: Common Objects (2015)
- Angharad Davies & Tisha Mukarji: ffansion | fancies (Another Timbre 2016)
- John Butcher / Angharad Davies / Matt Davis / Dominic Lash / Dimitra Lazaridou-Chatzigoga: nodosus (Empty Birdcage Records, 2022)
- John Butcher in Duos with Angharad Davies, John Edwards, Mark Sanders and Pat Thomas: Lower Marsh (2024)
- John Butcher with Angharad Davies, Mark Sanders & Pat Thomas: Unlockings (2024)